# Бакурадзе, Василий Зурабович
Василий (Василь) Зурабович Бакурадзе (груз. ვასილ ზურაბის ძე ბაკურაძე, 1886, Чиатура, Имеретия — не ранее 1921) — грузинский политик, публицист, член Учредительного собрания Демократической Республики Грузия.

## Биография
Окончил двухклассную приходскую школу. На рубеже 1900-х годов получил образование в Тифлисской духовной семинарии.
Публиковался под псевдонимами — «В. Сидошвили» и «Ван дер Бар».
Был членом Российской социал-демократической рабочей партии. 12 марта 1919 года был избран членом Учредительного собрания Демократической Республики Грузия по списку Социал-демократической партии Грузии.
В 1921 году, после советизации Грузии, остался в Грузии и отошёл от политической деятельности. Дальнейшая судьба неизвестна.